# 青峰體
青峰體（：／）是朝鮮民主主義人民共和國的一種常見的襯線印刷體，最初稱為明朝體、清朝體，亦即漢字的明體（宋體）。於1988年開始使用現有名稱，名稱取自白頭山青翠的山峰，為紀念金日成在白頭山密營的抗日活動，並且取得勝利。
青峰體被廣泛用於朝鮮報刊和教科書等的排印，例如勞動新聞的正文。同時由平壤信息中心實現數字化，作為紅星作業系統的默認字體。